# Дянь Вэй
Дянь Вэй (кит. трад. 典韋. ? — 197) — воин, военачальник эпохи Троецарствия в Китае. Был личным телохранителем Цао Цао. Погиб, защищая его в сражении против целой армии.

## Биография
Родился в уезде Цзиу округа Чэньлю (сейчас это место находится на территории уезда Нинлин провинции Хэнань), точная дата рождения неизвестна. Считается, что Дянь Вэй с детства обладал сверхчеловеческой силой.

Дянь Вэй в Китайской опере

Когда Дянь Вэй был молод, он убил человека в качестве мести за друга, когда об этом узнали люди и пришли покарать его Дянь Вэй вышел к ним с головой убитого и спросил кто хочет драться с ним. Желающих не нашлось. После этого он вынужден был бежать из города. В 189 году он поступил в войска Коалиции против Дун Чжо под начало мелкого феодала Чжан Мяо. Он произвёл впечатление на союзников, когда ему удалось удержать огромное знамя, что нескольким другим мужчинам вместе оказалось не под силу. Позднее Дянь Вэй перевёлся в войска Сяхоу Дуня, лучшего генерала Цао Цао. Во время кампании против Люй Бу, в Пуяне войска Цао Цао попали в засаду. Согласно роману «Троецарствие», Дянь Вэй попросил дать ему копья и когда враги подошли на пять шагов, начал бросать копья с такой силой и скоростью, что враги обратились в панику и бросились в бегство. После этого Сяхоу Дунь рекомендовал его Цао Цао и тот сделал его личным телохранителем вместе с Сюй Чу. Видя не только силу и верность Дянь Вэя, но и его ум, Цао велел ему обучаться мастерству полководца. Однако этот талант в Дянь Вэе не успел проявиться. В 197 году Цао Цао был приглашён на банкет к сдавшемуся генералу Чжан Сю и немедленно согласился. Однако полководец лишь искал момента убить Цао, для этого, он приказал напоить Дянь Вэя и забрать его оружие, так как боялся могучего телохранителя. Неожиданное покушение не удалось: Цао Цао удалось выбраться из покоев и бежать верхом, когда Чжан Сю послал за ним своё войско, Дянь Вэй и дюжина других воинов встали в передних воротах и обороняли их от целой армии. Даже когда все его товарищи погибли, а сам Дянь Вэй получил множество ранений, он продолжал сражаться. Одним взмахом алебарды он убивал до десяти врагов, после этого он схватил двух врагов и использовал их как оружие, никто не смел приблизиться к нему, тогда он бросился вперёд и убил несколько врагов голыми руками, после чего умер от потери крови. За это время Цао Цао удалось бежать. Узнав о смерти Дянь Вэя он был убит горем. и приказал выкрасть тело телохранителя, чтобы похоронить его со всеми почестями. Пост Дянь Вэя занял его сын Дянь Мань.

## В массовой культуре
- Дянь Вэй — один из играбельных[стиль] персонажей игр Dynasty Warriors и Warriors Orochi
- Прототип персонажа Тэни из аниме Школьные войны.